# پسرور
پسرور (به انگلیسی: Pasrur) یک شهر در پاکستان است که در ناحیه سیالکوت واقع شده‌است. پسرور ۸۴۰٬۸۸۱ نفر جمعیت دارد و ۲۳۸ متر بالاتر از سطح دریا واقع شده‌است.